# توماس اوپیک
توماس اوپیک (انگلیسی: Thomas Aupic؛ زادهٔ ۲۴ فوریهٔ ۱۹۸۵) بازیکن فوتبال اهل فرانسه است.
از باشگاه‌هایی که در آن بازی کرده‌است می‌توان به باشگاه فوتبال پاریس اف سی اشاره کرد.